# Magnus Eikrem
Magnus Wolff Eikrem (Molde, Møre og Romsdal, Noruega, 8 de agosto de 1990) es un futbolista noruego que juega como mediocampista en el Molde FK.

## Trayectoria

### Manchester United
El joven noruego llegó a Old Trafford en el año 2006 procedente del Molde FK después de ser descubierto por el exfutbolista Ole Gunnar Solskjær. Inmediatamente hizo una prueba para el equipo sub-18 y en la temporada 2008/09 jugó 20 partidos para el equipo de Reservas. Anotó dos goles en esa temporada, incluyendo un espectacular tiro libre contra el Middlesbrough que resultó el único gol del juego.
Después, Solskjaer dijo sobre Eikrem: «Sabemos que Magnus es un jugador talentoso. Lo conozco desde que tenía 12 años de edad y por supuesto que estoy muy, muy contento por él cuando marca goles como éste. El practica todo el tiempo, todos los días en sesiones de entrenamiento, así que cuando llega la recompensa del gol de la victoria es grande para él.»
Un cambio de posición en el centro del campo provocó una serie de exhibiciones llamativas de Magnus durante la campaña 2009/10, que le permitieron una llamada al primer equipo de Manchester United para la afrontar la Carling Cup en un choque ante Wolverhampton en septiembre de 2009.

### Molde FK
En enero de 2011 fue vendido al Molde FK de su ciudad natal y se reunió nuevamente con Ole Gunnar Solskjær. Poco después de llegar al equipo se convirtió en un titular regular.

### SC Heerenveen
Luego de dos temporadas en Noruega, el 24 de junio de 2013 se anunció que Eikrem ficharía con el SC Heerenveen para la temporada 2013/14 de la Eredivisie de los Países Bajos. Hizo su debut con el club neerlandés el 3 de agosto de 2013 en la victoria 4-2 sobre el AZ Alkmaar.

## Clubes
| Club                    | País           | Año       |
| ----------------------- | -------------- | --------- |
| Manchester United F. C. | Inglaterra     | 2009-2011 |
| Molde FK                | Noruega        | 2011-2013 |
| S. C. Heerenveen        | Países Bajos   | 2013-2014 |
| Cardiff City F. C.      | Gales          | 2014-2015 |
| Malmö FF                | Suecia         | 2015-2018 |
| Seattle Sounders        | Estados Unidos | 2018      |
| Molde FK                | Noruega        | 2018-     |

## Palmarés

### Campeonatos nacionales
| Título          | Club                    | País       | Año  |
| --------------- | ----------------------- | ---------- | ---- |
| Carling Cup     | Manchester United F. C. | Inglaterra | 2009 |
| Tippeligaen     | Molde FK                | Noruega    | 2011 |
| Tippeligaen     | Molde FK                | Noruega    | 2012 |
| Allsvenskan     | Malmö FF                | Suecia     | 2016 |
| Allsvenskan     | Malmö FF                | Suecia     | 2017 |
| Eliteserien     | Molde FK                | Noruega    | 2019 |
| Copa de Noruega | Molde FK                | Noruega    | 2022 |
| Eliteserien     | Molde FK                | Noruega    | 2022 |
| Copa de Noruega | Molde FK                | Noruega    | 2023 |